# Alessandro Bisolti
Alessandro Bisolti (Gavardo, 7 maart 1985) is een Italiaans wielrenner.

## Overwinningen
2006
Eindklassement Ronde van de Aostavallei

## Resultaten in voornaamste wedstrijden
| Jaar | Ronde van Italië | Ronde van Frankrijk | Ronde van Spanje |
| ---- | ---------------- | ------------------- | ---------------- |
| 2010 | 74e              |                     |                  |
| 2011 |                  |                     |                  |
| 2012 |                  |                     |                  |
| 2013 |                  |                     |                  |
| 2014 |                  |                     |                  |
| 2015 | 49e              |                     |                  |
| 2016 | 81e              |                     |                  |
| 2017 |                  |                     |                  |
| 2018 |                  |                     |                  |
| 2019 |                  |                     |                  |
| 2020 | 90e              |                     |                  |
| 2021 |                  |                     |                  |

| Jaar | Ronde van Lombardije |
| ---- | -------------------- |
| 2010 | opgave               |
| 2011 | opgave               |
| 2012 |                      |
| 2013 |                      |
| 2014 |                      |
| 2015 | opgave               |
| 2016 |                      |
| 2017 | 94e                  |
| 2018 |                      |
| 2019 |                      |
| 2020 | opgave               |
| 2021 |                      |

## Ploegen
2007 –  Tinkoff Credit Systems (stagiair vanaf 1 augustus)
2009 –  CSF Group-Navigare
2010 –  Colnago-CSF Inox
2011 –  Farnese Vini-Neri Sottoli
2012 –  Team Idea
2014 –  Vini Fantini Nippo
2015 –  Nippo-Vini Fantini
2016 –  Nippo-Vini Fantini
2017 –  Nippo-Vini Fantini
2018 –  Androni Giocattoli-Sidermec
2019 –  Androni Giocattoli-Sidermec
2020 –  Androni Giocattoli-Sidermec
2021 –  Androni Giocattoli-Sidermec
2022 –  Drone Hopper-Androni Giocattoli
2023 –  GW Shimano-Sidermec